# ジェネレーションY〜地球未来図〜
『ジェネレーションY〜地球未来図〜』（ -ワイちきゅうみらいず）とは、NHK衛星第1テレビ（BS1）で2008年4月12日から2010年3月14日まで放送された討論番組である。社会・環境など世界中の様々な課題を、世界各国のジェネレーションY（主に1980年代生まれ）が討論する。

## 放送日時
- 毎月第2日曜 20:10 - 20:59
レギュラー放送に先立って、2007年11月17日と11月18日にパイロット番組を放送した（進行役は品川祐と西堀裕美〔アナウンサー〕）。

## 出演者
- 進行
  - 品川祐（品川庄司
  - 小郷知子（アナウンサー）
- 世界各国のジェネレーションY：6 - 7名程度
- ゲスト：テーマによりイレギュラー